# Porsche 911
Porsche 911 (pronunțat Nine Eleven sau în germană Neunelfer) este o mașină sport de înaltă performanță cu două uși 2+2 lansată în septembrie 1964 de Porsche AG. Are un motor flat-6 montat în spate și inițial o suspensie cu bară de torsiune. Mașina a fost îmbunătățită continuu de-a lungul anilor, dar conceptul de bază a rămas neschimbat. Motoarele au fost răcite cu aer până la introducerea seriei 996 în 1998.

## Seria 992 (2019–prezent)

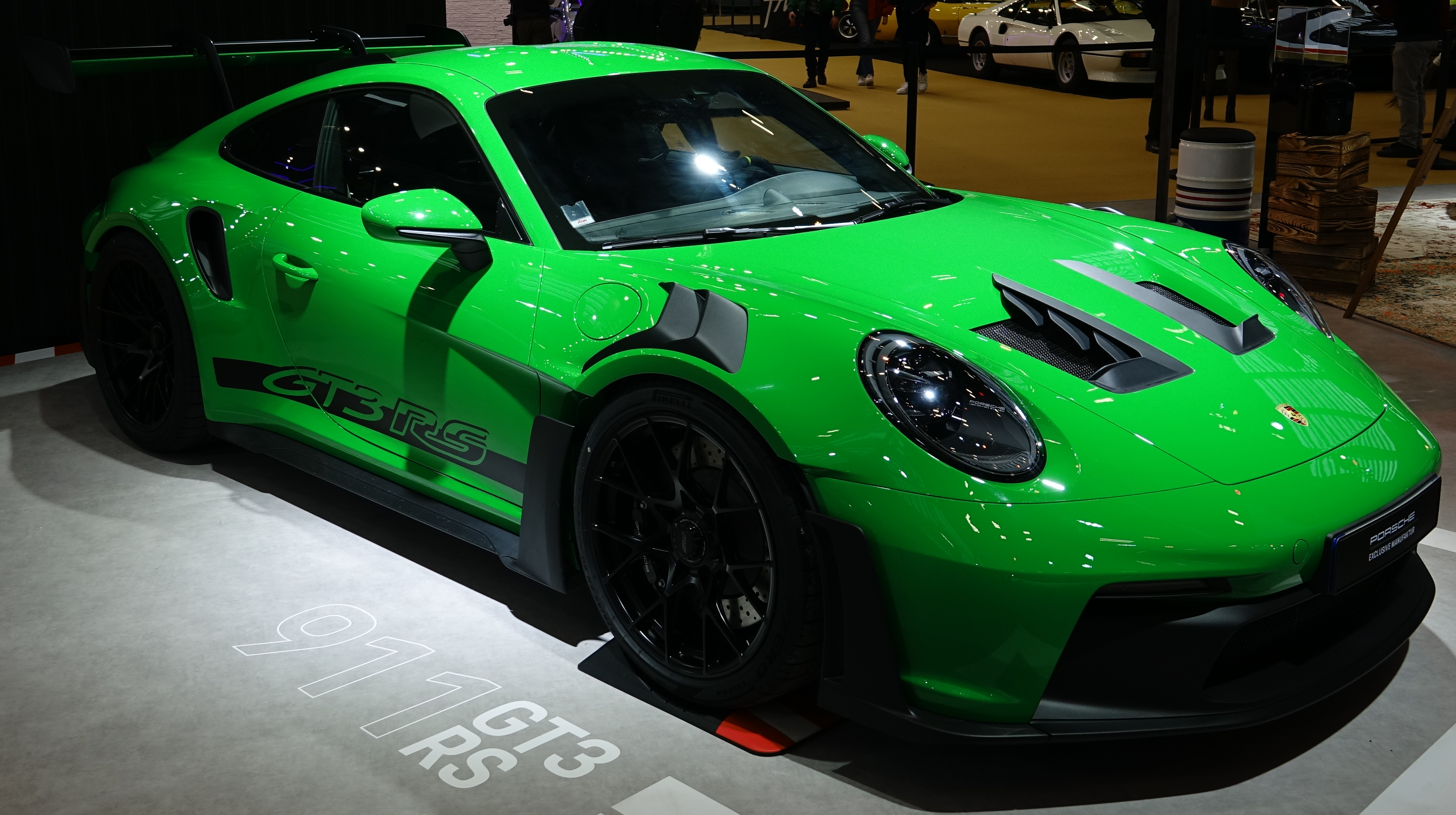
Porsche 911 GT3 RS expus la Rétromobile 2023

În august 2022, Porsche a prezentat oficial o nouă versiune de performanță numită GT3 RS, care produce 525 CP și are o caroserie optimizată aerodinamic pentru utilizarea pe circuit, fiind și primul model Porsche de serie care este echipat cu un sistem DRS (drag reduction system) precum cel folosit de monoposturile din Formula 1.
În noiembrie 2022, Porsche a prezentat 911 Dakar, un model special pentru off-road, care oferă 480 CP, o gardă la sol cu până la 80 de milimetri mai mare și va fi produs în doar 2.500 de exemplare.